# Juste de Cantorbéry
Vous lisez un « bon article » labellisé en 2018.
Pour les articles homonymes, voir Juste et Saint Juste.
Juste (Justus en latin) est un prélat chrétien mort entre 627 et 631. Membre de la mission grégorienne envoyée en Angleterre pour convertir les Anglo-Saxons au christianisme, il devient le premier évêque de Rochester, puis le quatrième archevêque de Cantorbéry.
Arrivé dans le royaume du Kent en 601, Juste est sacré évêque de Rochester par l'archevêque Augustin trois ans plus tard, en 604. Il est contraint de fuir en Francie après la mort du roi Æthelberht de Kent, en 616, mais il retrouve son diocèse dès l'année suivante. À la mort de Mellitus, en 624, il lui succède comme archevêque. Il est vénéré comme saint et fêté le 10 novembre, jour anniversaire de sa mort.

## Biographie

### Missionnaire
Juste fait partie de la mission grégorienne envoyée en Angleterre par le pape Grégoire le Grand pour évangéliser les Anglo-Saxons. L'Histoire ecclésiastique du peuple anglais de Bède le Vénérable, qui constitue la principale source d'informations sur sa carrière, ne dit rien de ses origines. Il arrive dans le royaume du Kent en 601, avec la deuxième vague de missionnaires envoyée par le pape à la demande d'Augustin, le meneur de la mission devenu premier archevêque de Cantorbéry,.
Le deuxième groupe de missionnaires, mené par Mellitus, emporte divers objets nécessaires au culte et au ministère de l'Église : « vases sacrés, ornements d'autel, ornements d'Églises, vêtements sacerdotaux, et même des reliques d'apôtres et de martyrs, sans compter de nombreux ouvrages ». Au XVe siècle, le chroniqueur Thomas Elmham affirme que plusieurs ouvrages apportés en Angleterre par le groupe de Juste se trouvent toujours à Cantorbéry. L'Évangéliaire de saint Augustin pourrait être l'un d'eux.

### Évêque de Rochester
| Une page manuscrite avec une grande enluminure sur le côté gauche · Une page entièrement manuscrite |

En 604, Juste est sacré évêque de Rochester par Augustin. Son diocèse s'étend sur la moitié occidentale du royaume du Kent. La cité de Rochester est occupée dès avant l'époque romaine, mais le choix d'en faire un siège épiscopal est plus probablement lié à ses murailles et à son emplacement stratégique, à l'endroit où le grand axe routier de Watling Street franchit l'estuaire de la Medway. La cathédrale de Rochester est fondée sous les auspices du roi Æthelberht de Kent, converti par la mission grégorienne. Les fondations d'une nef et d'un chancel partiellement situés sous l'actuelle cathédrale pourraient correspondre à ce bâtiment, tout comme celles d'un bâtiment rectangulaire retrouvées du côté sud de la cathédrale, qui pourrait cependant être une construction de l'époque romaine. Le clergé de la nouvelle cathédrale ne semble pas être composé de moines, dans la mesure où Juste lui-même n'en est pas un ; du moins, Bède ne le qualifie jamais ainsi.
Une charte datée du 28 avril 604 enregistre une donation du roi Æthelberht à l'église de Juste d'un terrain à proximité de la ville de Rochester,. Elle est en latin, à l'exception de la délimitation du terrain, rédigée en vieil anglais. Augustin n'apparaît pas comme témoin, contrairement à Laurent, son futur successeur comme archevêque. La charte s'adresse d'abord à Eadbald, le fils d'Æthelberht, avant de décrire la donation elle-même, qui est faite à l'apôtre André, le saint patron de l'église de Rochester. L'usage consistant à faire une donation directement à un saint se retrouve dans d'autres chartes. Cette charte subsiste dans deux cartulaires : le Textus Roffensis (XIIe siècle) et le Liber Temporalium (XIVe siècle), ce dernier s'inspirant de la copie figurant dans le Textus Roffensis. Son authenticité est débattue. Selon l'historien Wilhelm Levison, l'admonestation à Eadbald aurait été ajoutée ultérieurement par une personne ayant connaissance du récit que fait Bède le Vénérable de la conversion de ce prince au christianisme. John Morris considère cependant que la charte elle-même et la liste de témoins sont authentiques, dans la mesure où elles contiennent des titres et des tournures de phrases tombés en désuétude avant l'an 800.
Durant son épiscopat, Juste cosigne avec Mellitus, devenu évêque de Londres, une lettre, écrite par l'archevêque Laurent aux évêques irlandais, qui exhorte l'Église irlandaise à adopter la méthode romaine pour le calcul de la date de Pâques. En 614, il participe au concile de Paris organisé par le roi mérovingien Clotaire II. La présence à ce concile de Juste et de Pierre, l'abbé du monastère Saint-Pierre-et-Saint-Paul de Cantorbéry, est surprenante. Elle pourrait être le simple fait du hasard, mais d'autres explications sont possibles. En invitant des membres du clergé d'outre-Manche, Clotaire cherche peut-être à se présenter comme le suzerain du royaume de Kent, à moins que ce ne soit Æthelberht qui ait envoyé Juste et Pierre à Paris afin de négocier avec ce même Clotaire le maintien de l'indépendance du Kent.
La mort d'Æthelberht de Kent, en 616, laisse la mission grégorienne sans protecteur et un retour en force du paganisme s'ensuit, ce qui contraint Juste et Mellitus à s'enfuir en Francie. Ils se réfugient vraisemblablement à la cour de Clotaire II, le plus susceptible de les aider à reprendre leurs sièges épiscopaux. L'archevêque Laurent parvient à convertir Eadbald, le fils et successeur d'Æthelberht, et rappelle à lui Juste et Mellitus. Ce dernier n'est pas en mesure de retourner à Londres, dont les rois sont toujours païens ; il succède à Laurent comme archevêque en 619. En revanche, Juste retrouve son siège de Rochester. Bède indique que le pape Boniface V leur écrit à tous deux, sans rapporter le contenu de ses lettres, qui visent sans doute simplement à les encourager dans leurs tâches.

### Archevêque de Cantorbéry

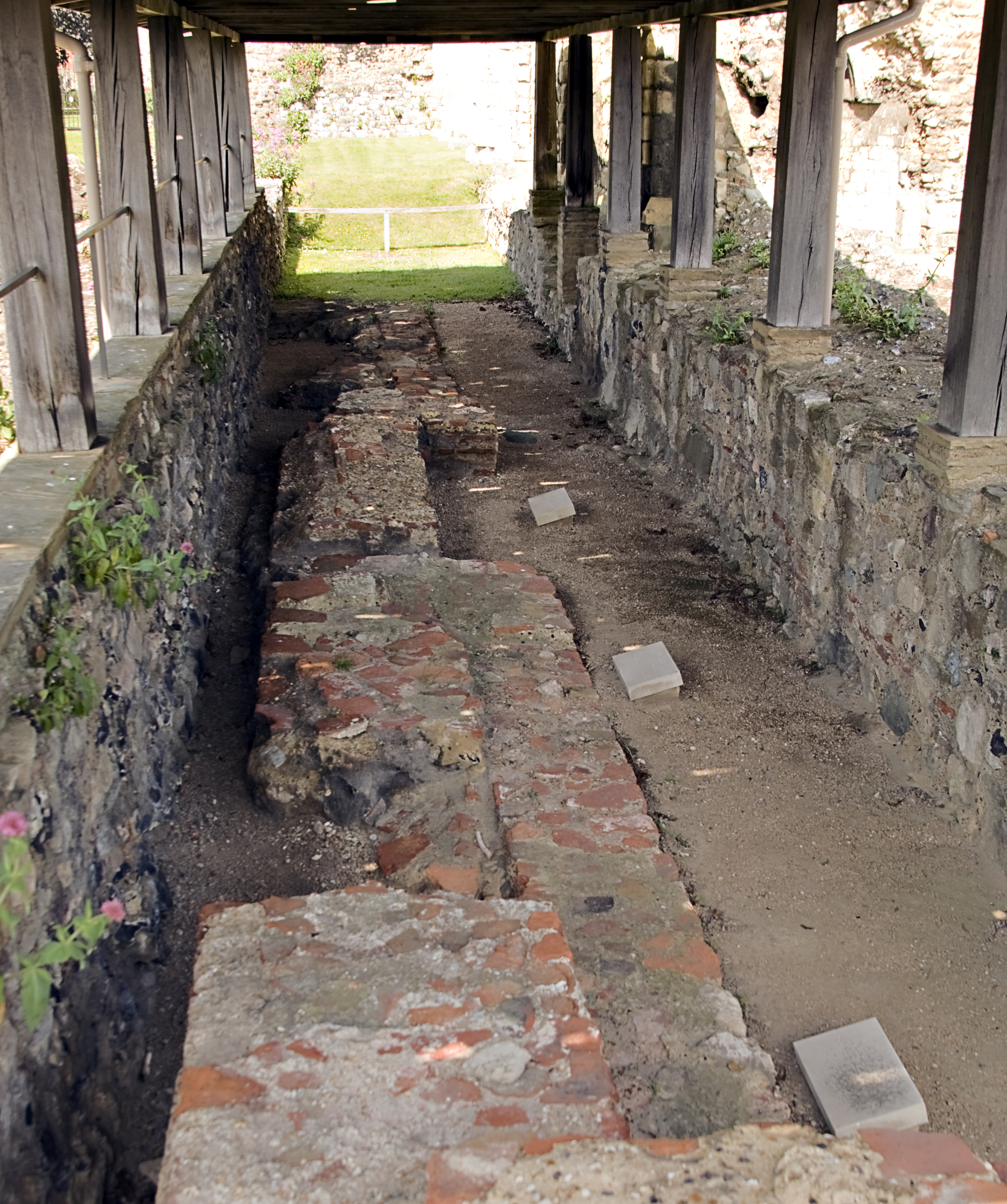
Les tombes des archevêques Mellitus, Juste et Laurent à l'abbaye Saint-Augustin de Cantorbéry.

Juste succède à Mellitus comme archevêque de Cantorbéry en 624. Boniface V lui écrit à nouveau et lui envoie un pallium, symbole de sa charge archiépiscopale. Dans sa lettre, reproduite par Bède dans son Histoire ecclésiastique, le pape félicite Juste pour la conversion d'un roi nommé Aduluald, généralement identifié à Eadbald. L'historien D. P. Kirby s'appuie sur cette lettre pour proposer une chronologie alternative de cette période, selon laquelle c'est Juste et non Laurent qui convertit Eadbald au christianisme, à une date postérieure de plusieurs années à celle de Bède. Néanmoins, la plupart des historiens ne remettent pas en question le récit de Bède. Barbara Yorke propose cependant que le Kent ait eu deux rois à cette époque : Eadbald et Æthelwald, ce dernier étant l'Aduluald de Boniface. Selon elle, Laurent aurait converti Eadbald comme le rapporte Bède, mais Juste aurait converti Æthelwald.
Après avoir reçu son pallium, Juste procède au sacre du nouvel évêque de Rochester, un autre membre de la mission grégorienne nommé Romain. Le 21 juillet 625, il sacre Paulin, missionnaire chargé d'accompagner la princesse Æthelburh en Northumbrie où elle doit épouser le roi Edwin.

### Mort et postérité
Bède indique que Juste est mort un 10 novembre, mais il ne précise pas de quelle année. Les historiens modernes situent sa mort entre 627 et 631. Son successeur à Cantorbéry est un autre membre de la mission grégorienne, Honorius. Un culte se développe autour de sa personne, avec une fête le 24 février. Le missel de Stowe la mentionne avec celles de ses prédécesseurs Laurent et Mellitus.
Le corps de Juste est d'abord inhumé dans le porche de l'abbaye Saint-Augustin de Cantorbéry. Ses reliques sont transférées derrière l'autel de l'église abbatiale dans les années 1090. Vers la même date, Goscelin de Saint-Bertin rédige son hagiographie et Réginald de Cantorbéry lui consacre un poème. Sa vie est également relatée par des chroniqueurs médiévaux ultérieurs comme Thomas Elmham, Gervais de Cantorbéry et Guillaume de Malmesbury, qui n'apportent pas d'informations supplémentaires par rapport à Bède le Vénérable.